# 柔弱锯螯蛛
柔弱锯螯蛛（学名：Dyschiriognatha tenera）为肖峭科锯螯蛛属的动物。分布于日本、朝鲜以及中国大陆的辽宁、吉林、内蒙、山东、湖南、湖北、浙江、江苏、安徽、广东、陕西等地，主要栖息于喜湿。该物种的模式产地在日本。